# هاووپ
هاووپ (به انگلیسی: Hope Township) شهری در ایالت نیوجرسی کشور ایالات متحده آمریکا است که جمعیت آن در سرشماری سال ۲۰۱۰ میلادی، ۱٬۹۵۲ نفر بوده‌است.